# Ворона (брати Грімм)
«Ворона» — казка зі збірки братів Грімм «Дитячі та сімейні казки» (1812). Опублікована під номером 93.
Згідно з класифікацією казкових сюжетів Аарне–Томпсона має номер 401, дівчина перетворена на тварину.

## Сюжет
Молода королева, виснажена безперервними капризами своєї донечки, у момент розпачу вимовляє прокляття: «Хотіла б я, щоб ти стала вороною і полетіла геть!». Дівчинка миттєво перетворюється на чорну ворону, вилітає з вікна та зникає в темному лісі. Батьки, сповнені жалю й розпачу, роками не мають про неї жодної звістки.
Через багато років через ліс проходить чоловік, який чує дивний голос ворони, що кличе на допомогу. Підійшовши ближче, він дізнається: цей птах — зачарована королівна. Вона розповідає, що для зняття чар він має три дні чекати її в саду за хатинкою старої жінки, не приймаючи від неї їжі чи вина. Якщо впорається, вона з'явиться у каретах з білими, карими та чорними кіньми. Чоловік погоджується.
У хатинці стара жінка намагається нагодувати чоловіка. Він відмовляється, але кожного дня слабшає:
- Перший день: Випиває ковток вина, засинає під лозою і не бачить карети з білими кіньми.
- Другий день: Знову піддається спокусі, прокидається після проїзду карети з карими кіньми.
- Третій день: Не витримує і відпиває вина, засинає міцним сном. Ворона, в чорній кареті, залишає йому чарівні дари — невичерпні їжу, вино, перстень з ім'ям та лист із закликом знайти її на Золотій горі Штромберг.

Чоловік вирушає у довгу мандрівку. Заблукавши в лісі, він зустрічає велетнів. Ті, нагороджені його чарівною їжею, допомагають знайти замок на карті та переносять його за сотні миль. Решту шляху він долає сам, але замок знаходиться на неприступній скляній горі. Зневірившись, чоловік будує хатину біля підніжжя, рік спостерігаючи, як королівна щодня об'їжджає замок.
Якось чоловік бачить, як троє розбійників б'ються за чарівні предмети: палицю, що відчиняє двері, плащ-невидимку та коня, здатного піднятися на скляну гору. Використавши плащ, він непомітно забирає всі ці речі, перемагає розбійників і вирушає до замку. Палиця відкриває браму, кінь везе його на гору, а плащ допомагає пройти непоміченим. Кинувши перстень у келих королівни, він розкриває свою особу. Дівчина впізнає рятівника, і вони святкують весілля, знявши прокляття.